# Sydenham (Oxfordshire)
Sydenham – wieś w Anglii, w hrabstwie Oxfordshire, w dystrykcie South Oxfordshire. Leży 23 km na wschód od Oksfordu i 61 km na zachód od Londynu. W 2011 miejscowość liczyła 451 mieszkańców.